# Иглесиас Хордан, Рамона Тринидад
Рамона Тринидад Иглесиас Хордан (исп. Ramona Trinidad Iglesias-Jordan; 1 сентября 1889 — 29 мая 2004) — долгожительница из Пуэрто-Рико. Была самым старым человеком на земле с 13 ноября 2003 года (когда умерла Митоё Кавате) до собственной смерти.
Она родилась в городе Утуадо. Её отца звали Эдуардо Иглесиас Ортис, а мать — Луиза Хордан Корреа. Согласно свидетельству о рождении, она родилась в 7:00 1 сентября 1889 года. Однако в свидетельстве о крещении, которое датируется апрелем 1890 года, обнаруженном в 1992 году указано, что она родилась на день раньше — 31 августа 1889 года. При переписи 1910 года, проводившейся в США, указанный там её возраст составлял 20 лет. В 23 года, 26 декабря 1912 она вышла замуж за Альфонсо Солера. При переписи 1920 года было указано, что она живёт в Аресибо и ей 30 лет. Несколько лет спустя они поселись в Сантурце, административном районе Сан-Хуана. У неё не было собственных детей, но она усыновила своего племянника — Роберто Торреса. Её муж умер в конце 1970-х годов.
Иглесиас-Хордан умерла от пневмонии в возрасте 114 лет и 272 дней после недолгой госпитализации в Рио-Пиедрас.